# 이원창 (1942년)
이원창(李元昌, 1942년 7월 9일 ~ )은 대한민국의 언론인, 정치인이다. 전라북도 전주시 출신이며 본관은 전주이다.

## 생애
전주고등학교를 졸업하고 고려대학교로부터 정치외교학과 학사 학위를 받았으며 일본 도쿄 대학 대학원 지방자치학 과정, 서울대학교 국제대학원 과정을 수료했다. 1969년에 《경향신문》·문화방송(MBC)에 입사하면서부터 기자로 활동했으며 1993년에는 《경향신문》 논설위원으로 임명되었다. 1994년에는 《경향신문》 편집국 부국장으로 임명되었고 1998년에는 《경향신문》 사회부 부장으로 임명되었다.
1998년에는 이회창 한나라당 총재의 언론특보로 임명되었으며 2000년에는 한나라당 중앙선거대책위원회 대변인을 역임했다. 2000년 4월 13일에 실시된 대한민국 제16대 국회의원 선거에서 한나라당 전국구 후보로 출마하여 당선되었으며 2000년부터 2002년까지 대한민국 국회 행정자치위원회 위원을 역임했다. 2003년에는 한국신문윤리위원회 위원, 대한합기도연맹 총재, 어린이박람회 조직위원장을 역임했고 2004년에는 시각장애인선교회 후원회장, 《프런티어타임스》 대표이사, 한국특허학회 회장을 역임했다.
2004년 4월 15일에 실시된 대한민국 제17대 국회의원 선거에서 한나라당 서울 송파구 병 선거구 후보로 출마하였으나 열린우리당의 이근식 후보에 밀려 2위로 낙선했다. 2011년 7월 13일부터 2014년 7월 31일까지 한국방송광고진흥공사(2011년 7월 13일부터 2012년 5월 22일까지는 한국방송광고공사) 사장을 역임했다.

## 역대 선거 결과
|  | 39.0% |

|  | 33.74% |